# Ventidius Cumanus
Venditius Cumanus was procurator van Judea van 48 tot 52 na Chr. Hij was de opvolger van Tiberius Julius Alexander.

## Conflicten met de bevolking
Cumanus' ambtsperiode werd gekenmerkt door groeiende spanningen tussen Romeinen en Joden. Tot driemaal toe kwam het tot ernstige incidenten.

### Incident tijdens het Pesachfeest
Het eerste incident vond plaats tijdens een viering van het Pesachfeest. Tijdens dit feest liepen de gemoederen gewoonlijk hoog op - pesach was bij uitstek het moment waarbij Joden dachten aan bevrijding van vijandelijke overheersing - en procuratoren waren dan ook gewoon extra hulptroepen in Jeruzalem achter de hand te houden. Een van de soldaten uit de hulptroepen provoceerde door zijn gedrag de Joden die in de tempel het feest vierden. De woedende menigte vatte de provocatie op als blasfemie en keerde zich massaal tegen de Romeinse soldaten en tegen het bewind van Cumanus. Cumanus gaf daarop het bevel de menigte uiteen te drijven. Dit lukte, maar ten koste van vele slachtoffers.

### Onrust in Caesarea
Een tweede incident vond plaats nadat bandieten een vrijgelaten slaaf van de keizer, die met een keizerlijke opdracht door Judea trok, overvallen en beroofd hadden. Cumanus vond dat de leiders van de dorpjes in de omgeving niet adequaat genoeg op het voorval reageerden en voerde een strafexpeditie uit waarbij hij de dorpjes liet plunderen en hun leiders gevangennam. Tijdens de strafexpeditie verscheurde een Romeinse soldaat in het openbaar een rol met daarop de tekst van Thora. In Joodse ogen was dit heiligschennis. Een grote menigte Joden verzamelde zich in Caesarea, waar Cumanus zijn residentie had, en eiste dat de dader gestraft zou worden. De situatie was zo dreigend dat Cumanus geen andere oplossing zag dan de soldaat in kwestie te laten onthoofden.

### Joden en Samaritanen
Tegen het einde van Cumanus' bewind waren er opnieuw onlusten. Enkele pelgrims die vanuit Galilea door Samaria reisden om in Jeruzalem een van de Joodse feesten te vieren, waren door samaritanen overvallen en gedood. Galileeërs en Samaritanen stonden toch al op gespannen voet met elkaar en de situatie was dan ook zeer dreigend. De Galileese leiders riepen Cumanus op snel in te grijpen en de daders terecht te stellen om erger te voorkomen, maar Cumanus aarzelde. Daarop namen veel Joden het recht in eigen hand en richtten een bloedbad aan onder de Samaritanen. Nu reageerde Cumanus wel. Hij stuurde zijn troepen naar Sebaste in Samaria om vandaaruit de Samaritanen te hulp te komen, met als resultaat dat de Samaritanen geassisteerd door de Romeinen op hun beurt een bloedbad aanrichtten. De situatie liep zo uit de hand dat beide partijen een delegatie naar Gaius Ummidius Quadratus, de gouverneur van Syrië stuurden in de hoop dat hij de zaak zou oplossen. Quadratus liet de aanvoerders van zowel de Joodse als de Samaritaanse troepen kruisigen. Cumanus onthief hij uit zijn functie en stuurde hem terug naar Rome om zich voor de keizer te verantwoorden.

## Verantwoording in Rome
Niet alleen Cumanus reisde naar Rome, ook delegaties van Joden en Samaritanen trokken hierheen om voor de keizer hun zaak te bepleiten. De Samaritanen kozen de kant van Cumanus, die invloedrijke vrienden aan het hof had, de Joden werden gesteund door Herodes Agrippa II, die bevriend was met de keizer zelf, en door  Pallas. Pallas droeg, samen met de eerdere Joodse hogepriester Jonathan ben Ananus, die deel uitmaakte van de Joodse delegatie, zijn broer Antonius Felix voor als opvolger voor Cumanus. Keizer  Claudius liet zich overreden en benoemde, tegen de tradities in, deze vrijgelaten slaaf als nieuwe procurator van Judea. De Samaritaanse delegatie werd ter dood veroordeeld. Cumanus werd verbannen. Hoelang Cumanus nog in ballingschap geleefd heeft en hoe hij aan zijn einde gekomen is, is niet bekend.